# Prostřední Bludovice
Prostřední Bludovice (německy Mittel Bludowitz) jsou velká vesnice, část obce Horní Bludovice v okrese Karviná. Nachází se asi 1 km na sever od Horních Bludovic. V roce 2009 zde bylo evidováno 368 adres. V roce 2001 zde trvale žilo 818 obyvatel.
Prostřední Bludovice je také název katastrálního území o rozloze 4,84 km2.

## Historie
První písemná zmínka o obci pochází z roku 1711.

## Pamětihodnosti
- Socha sv. Jana Nepomuckého